# Tumulus de Montefortini
Le Tumulus de Montefortini  est une tombe étrusque situé près de Comeana, en Toscane, qui a été daté du VIIe siècle av. J.-C.

## Description
Le tumulus est une butte funéraire ovale de 80 mètres de long et de 11 mètres de haut qui abrite deux tombes. Les fouilles ont débuté en 1966 et les trouvailles sont déposées au musée d'Artimino.
Sa particularité est de comporter un dromos couvert à fausse voûte, aboutissant à deux chambres (dont une  seule est visitable).
Les vestiges découverts sont conservés au Museo Archeologico di Artimino.

## Sources
- (en) Cet article est partiellement ou en totalité issu de l’article de Wikipédia en anglais intitulé « Tumulus of Montefortini » (voir la liste des auteurs).